# Alexandra (prénom)
Pour les articles homonymes, voir Alexandra.
Cette page présente le prénom Alexandra ainsi que ses variantes.

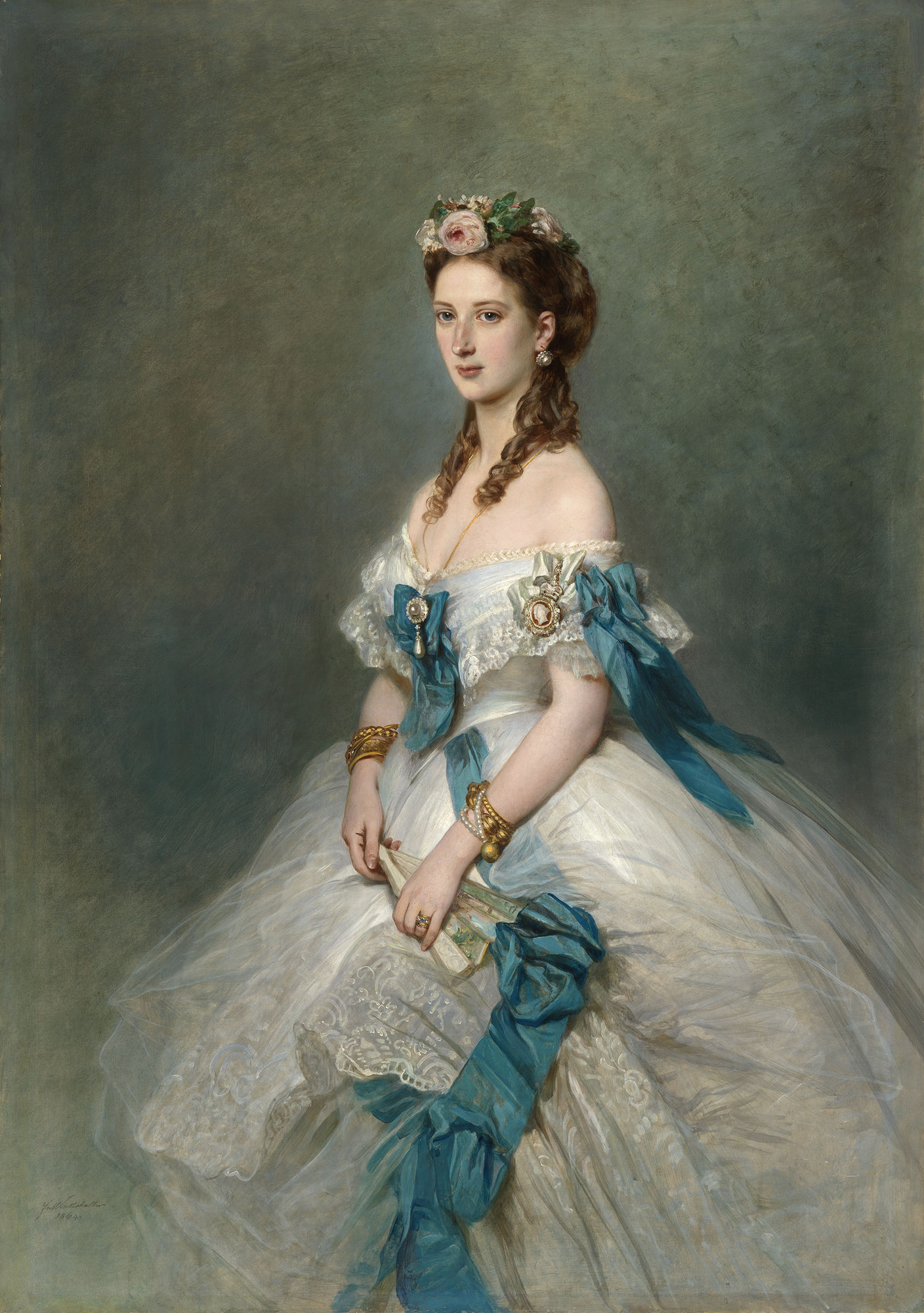
Portrait d'Alexandra de Danemark, princesse de Galles, peint par Franz Xaver Winterhalter.

Alexandra est un prénom féminin fêté le 22 avril. Il désigne dans les civilisations gréco-romaines la déesse de la chasse.

## Sens et origine du nom
Alexandra est la variante féminine du prénom Alexandre.
Du grec alexein, « repousser » et andros, « l'homme, le guerrier », c'est-à-dire « celle qui repousse l'ennemi et protège les hommes ».

## Variantes linguistiques
- français et autres langues : Alejandra, Aleksandra, Alessandra, Αlexandra, Alexandrie, Sandra (de), Sandrie[2].

- égyptien : Iksandra ou Ksandra
- grec : Αλεξάνδρα
- en hongrois : Alexandra ou Szandra
- italien : Alessandra
- polonais : Aleksandra
- russe : Александра

## Popularité du nom
Répartition temporelle
Depuis 1900, 88 703 enfants ont été prénommés Alexandra dont 88 036 depuis 1950.
Le prénom Alexandra figure au 77e rang des prénoms les plus donnés en France depuis 1940.
Le prénom Alexandra a été le plus donné en France en 1978 avec 4677 naissances.
Répartition géographique
Les départements français dans lesquels le prénom Alexandra a été le premier, donné depuis 1940 sont :
- Les Hautes-Alpes (05) : 36e prénom le plus donné
- Les Hauts-de-Seine (92) : 40e prénom le plus donné
- L'Eure (27) : 51e prénom le plus donné
- L'Yonne (89) : 51e prénom le plus donné
- Le Val-de-Marne (94) : 59e prénom le plus donné

## Saintes chrétiennes
- Alexandra d'Aminsos († 303 ou 305), martyre en Cappadoce sous l'empereur Maximin II Daïa, avec six compagnes : Claudia, Euphrasie, Matrone, Julienne Euphémie et Théodosie ; fêtée le 20 mars.
- Alexandra (IVe siècle), vierge à Alexandrie ; fêtée le 3 mars[3], peut être identique à l'une des sept martyres d'Alexandrie, elles-mêmes confondues avec les sept martyres d'Ancyre (cf. infra).
- Alexandra d'Ancyre († vers 304), martyre en Galatie avec Théodote, Thécuse, Claudia, Faine, Euphrasie, Matronne et Julitte ; fêtée le 18 mai[4]. Il semblerait que le récit de ce martyre soit plutôt un conte moral[5].
- Alexandra d'Alexandrie († entre 303 et 305), avec ses compagnes Claudia, Euphrasie, Matrone, Julienne, Euphémie, Théodosie, martyres à Alexandrie sous Dioclétien et Maximien ; fêtées le 20 mars[6], peut être mythiques et identiques aux sept martyres d'Ancyre (aujourd'hui Ankara) en Galatie, fêtées le 18 mai (cf. supra).
- Alexandra de Rome († vers 303), épouse de Dioclétien, martyre avec Apollos, Isaac et Codrat à la suite du martyre de saint Georges de Lydda ; fêtée le 21 avril ou le 22 avril.
- Alexandra Fiodorovna Romanova (°1872 - †1918), avec Nicolas, Alexis, Olga, Tatiana, Maria et Anastasia, martyrs impériaux par la main des communistes ; fêtés le 4 juillet[7].

## Personnalités portant ce prénom
- Pour l'ensemble des articles sur les personnes portant ce prénom, consulter :
  - la liste des articles dont le titre commence par ce prénom
  - les listes produites par Wikidata : Liste des personnes de prénom « Alexandra » — même liste en incluant les éventuels prénoms composés qui contiennent « Alexandra ».

### Souveraines et princesses
- Alexandra de Bavière (1826-1875) : L'un des huit enfants de Louis Ier de Bavière et Thérèse de Saxe-Hildburghausen.
- Alexandra de Danemark (1844-1925) : fille de Christian IX, roi du Danemark, devient reine du Royaume-Uni lorsque son époux, le prince de Galles, fils de la reine Victoria, accède au trône en 1901 sous le nom d'Édouard VII.
- Alexandra de Grèce (1870-1891):, fille du roi des Hellènes Georges Ier de Grèce, épouse du grand-duc Paul Alexandrovitch de Russie et mère du grand-duc Dimitri Pavlovitch de Russie;
- Alexandra de Grèce (1921-1993) : femme du roi de Yougoslavie Pierre II.
- Alexandra de Hanovre (° 1999) : princesse, fille de Caroline de Monaco et d'Ernest-Auguste de Hanovre.
- Alexandra de Kent (de Grande-Bretagne) (Alexandra Helen Elizabeth Olga Christabel Ogilvy, née Windsor) (° 1936) : Princesse.
- Alexandra de Luxembourg née le 16 février 1991 fille du grand-duc Henri
- Alexandra Fedorovna ou Alexandra Feodorovna (Charlotte de Prusse, dite) (1798-1860) : impératrice, épouse du tsar Nicolas Ier de Russie
- Alexandra I fille de Phasael II et Salampsio.
- Alexandra Salomée (139 av. J.-C.-67 av. J.-C.) : princesse juive hasmonéenne, a régné de 76 à 67 av. J.-C. ; elle épousa d'abord Aristobule Ier puis Alexandre Jannée. Devenue veuve elle assura la régence durant neuf ans.
- Alexandra Feodorovna (princesse Alix de Hesse et du Rhin, dite) (1872-1918) : Impératrice de Russie, consort de l'empereur Nicolas II.
- Alexandra de Sayn-Wittgenstein-Berleburg (en), née le 20 novembre 1970, fille de Benedikte de Danemark et nièce de la reine Marguerite II de Danemark.
- Alexandra (°? - v.28 av. J.-C.) : princesse Hasmonéenne belle-mère d'Hérode Ier le Grand et fille d'Hyrcan II.

### Autres personnalités remarquables
- Alexandra (Doris Nefedov, dite) (1942-1969) : Chanteuse allemande
- Alexandra Boulat (1962-2007) : photographe
- Alexandra Bounxouei  (° 1987) : chanteuse laotienne.
- Alexandra David-Néel (1868-1969) (De son vrai nom Louise Eugénie Alexandrine Marie David) : Philosophe, Orientaliste et Exploratrice
- Alexandra Diaz (° ?) : chroniqueuse canadienne d'Arts et Spectacles
- Alexandra Exter (1882-1949) : artiste-peintre russe
- Alexandra Fol (° 1981) : compositrice et organiste bulgare
- Alexandra Fusai (° 1973) : tennis-woman
- Alexandra Kamp (° 1966) : actrice allemande et Top model
- Alexandra Kazan (° 1959) : actrice
- Alexandra Kollontaï (1872-1952) : communiste et féministe russe
- Alexandra Kwiatkowska-Viatteau (° 1948), journaliste, historienne et docteure en lettres russes et polonaises à La Sorbonne à Paris.
- Alexandra Lamy (° 1975) : actrice
- Alexandra Laverdière, actrice canadienne
- Alexandra Leclère (° ?) : réalisatrice, scénariste et dialoguiste
- Alexandra Ledermann (° 1969) : cavalière internationale de concours de saut d'obstacles
- Alexandra London (° ?) : actrice
- Alexandra Lucci (° 1981) : chanteuse
- Alexandra Manley (de Danemark) (° 1964) : Princesse, ex-épouse du Prince Joachim de Danemark
- Alexandra Maria Lara (de son vrai nom Alexandra Plătăreanu) (° 1978) : actrice
- Alexandra Marinina (° 1957) (de son vrai nom Marina Anatolieva Alexeïeva) : criminologue et romancière russe
- Alexandra Meissnitzer (° 1973) : skieuse alpine autrichienne
- Alexandra Neldel (° 1976) : actrice allemande
- Alexandra Nereïev (de son vrai nom Alexandra Gil) (° 1976) : artiste peintre
- Alexandra Paul (° 1963) : actrice américaine
- Alexandra Purvis (° 1988) : actrice
- Alexandra Ripley (1934-2004) : écrivain américaine
- Alexandra Roos (° 1970) : chanteuse
- Alexandra Rosenfeld (° 1986) : Miss France 2006 et Miss Europe 2006
- Alexandra Stewart (° 1939) : actrice Québécoise
- Alessandra Sublet, (° 1976) : animatrice de radio et de télévision française
- Alexandra Vandernoot (° 1965) : actrice Belge
- Alexandra Winisky (° ?) : actrice
- Alexandra Cunningham (en) (° 1972 ou 1973), scénariste américaine.
- Alexandra Tolstaya (1884-1979), fille benjamine de l'écrivain Léon Tolstoï
- Alexandra Wentworth (° 1965) : actrice américaine
- Alexandra Flynn Scott (en) (1996-2004), plus connue sous le nom d'Alex Scott, fondatrice de l'Alex's Lemonade Stand afin d'obtenir de l'argent pour la recherche anti-cancereuse pédiatrique, décédée elle-même de cancer.
- Alexandra Timochenko (° 1972) : gymnaste russe.
- Alex Morgan (° 1989) : footballeuse internationale américaine.

### Mythologie grecque
- Alexandra, autre nom pour Cassandre, fille de Priam, roi de Troie